# Supercat – Die reichste Katze der Welt
Supercat – Die reichste Katze der Welt (Originaltitel The Richest Cat in the World) ist ein von The Walt Disney Company produzierter und von Greg Beeman inszenierter Fernsehfilm aus dem Jahr 1986.
Die Komödie wurde erstmals am Sonntag, den 9. März 1986 auf ABC ausgestrahlt. In Deutschland erschien der Film am 14. November 1986 auf Video. Die Geschichte weist einige Ähnlichkeiten mit dem Disney-Film The Aristocats auf.

## Handlung
Nach dem Tod des Millionärs Oscar Kohlmeyer erbt seine sprechende Katze Leo Kohlmeyer sein ganzes Vermögen. Leos Erbschaft beträgt 5 Millionen Dollar, während hingegen Oscars Neffe Viktor (Mr. Rigsby) nur 25.000 Dollar erhält unter der Bedingung, dass er den letzten Willen seines Onkels nicht anficht. Gierig und herrisch, fordert seine Frau Paula (Mrs. Rigsby) ihren Mann auf, etwas dagegen zu unternehmen. Die Rigbys versuchen die Katze zu kidnappen, um an das Erbe zu kommen. Die zwei Kinder der neuen Besitzer der Katze, Bart and Veronica, lernen indes Leos Geheimnis, dass er sprechen kann.

## Kritik
Das Lexikon des internationalen Films schreibt, Supercat sei ein „[k]omödiantischer Abenteuerfilm mit fantastischen Elementen nach den gewohnten Mustern der Disney-Werkstatt“.